# Zhang Yanmei
Zhang Yanmei (chinesisch 张艳梅, Pinyin Zhāng Yànméi; * 26. Oktober 1970 in Shulan, Jilin) ist eine ehemalige chinesische Shorttrack-Läuferin. Bei den Olympischen Winterspielen 1994 gewann sie über 500 Meter die Silbermedaille. Zudem stellte sie auf dieser Strecke zwei Weltrekorde auf und wurde 1995 Staffelweltmeisterin.

## Werdegang
Zhang begann ihre sportliche Laufbahn als Jugendliche und trat 1986 der chinesischen Shorttrack-Nationalauswahl bei. 1988 nahm sie in Calgary an den olympischen Demonstrationswettbewerben in der Eislaufdisziplin teil, wurde Vierte mit der Staffel und belegte in den Einzelrennen Plätze im Mittelfeld. Im gleichen Jahr gewann sie bei den Weltmeisterschaften in St. Louis mit Staffelbronze ihre erste WM-Medaille. Bei den Winter-Asienspielen 1990 holte sie vier Medaillen, darunter zwei goldene mit der Staffel sowie über 3000 Meter.
In den frühen 1990er-Jahren war Zhang eine der weltweit führenden Shorttrackläuferinnen auf der Sprintstrecke über 500 Meter: Jeweils in Weltrekordzeit lief sie bei den Weltmeisterschaften 1991 in Sydney und bei den Welttitelkämpfen 1993 in Peking auf dieser Distanz zum Streckensieg. In der für die WM-Medaillenvergabe relevanten Mehrkampfwertung belegte sie dabei jeweils den dritten Rang bei Siegen von Nathalie Lambert. Bei den Olympischen Winterspielen 1992 in Albertville wurde Zhang über 500 Meter im Vorlauf wegen eines Fouls disqualifiziert und stürzte im Staffelhalbfinale in Führung liegend ohne Fremdverschulden in der letzten Runde.
Ihre einzige olympische Medaille gewann Zhang 1994 in Lillehammer über 500 Meter. Im Finale lag sie zunächst in Führung, ehe sie in der vorletzten Runde von der amtierenden Olympiasiegerin Cathy Turner aus den Vereinigten Staaten überholt wurde. Turner gewann den Wettkampf vor Zhang. Nach Zhangs Ansicht hatte die US-Amerikanerin sie bei dem Überholmanöver behindert, indem sie nach ihrem Bein gegriffen und sie damit aus der Balance gebracht habe. Auch andere Läuferinnen beschuldigten Turner eines unfairen Laufstils. Bei der Siegerehrung weigerte sich Zhang, Turner die Hand zu geben, verließ die Zeremonie unmittelbar nach dem Abspielen der US-Hymne und warf den ihr überreichten Blumenstrauß auf den Boden. Über 1000 Meter platzierte sich Zhang in Lillehammer auf dem vierten Rang. Im Staffelrennen kamen die Chinesinnen als Zweite über die Ziellinie, wurden aber nach Ende des Wettkampfs disqualifiziert, weil Zhang im Rahmen eines Wechsels die US-Amerikanerin Nikki Ziegelmeyer behindert hatte.
1995 wurde Zhang – als erfahrenste Läuferin des Quartetts – zusammen mit Wang Chunlu, Yang Yang (S) und Zhang Dongxiang Staffelweltmeisterin und beendete damit eine seit 1986 anhaltende kanadische Siegesserie. Bei der Team-WM des gleichen Jahres holten die Chinesinnen hinter den Kanadierinnen die Silbermedaille.
Zhang heiratete ihren früheren Teamkollegen Jiang Zhibin. Nach ihrem Karriereende arbeiteten beide als Trainer.